# Tri Karya Mulya
Tri Karya Mulya is een bestuurslaag in het regentschap Mesuji van de provincie Lampung, Indonesië. Tri Karya Mulya telt 1907 inwoners (volkstelling 2010).